# De Korenschoof (Noordlaren)
De Korenschoof is een korenmolen in het dorp Noordlaren in de Nederlandse provincie Groningen. De molen uit 1849 staat aan de Zuidlaarderweg 73, aan de rand van het dorp en de es. Het is een achtkante stellingmolen met een stenen onderbouw, die boven de stelling wordt bedekt met houten platen. Daarboven bevindt zich de houten romp. De molen heeft 20,80 meter lange wieken, die bij de laatste restauratie van 2004 tot 2005 zijn voorzien van fokken. De molen werd in 1940 eigendom van de toenmalige gemeente Haren (sinds 2019 gemeente Groningen) en wordt bediend door vrijwillige molenaars. In 1973 werden de molen en aangrenzende (deels pannen- en) deels rietgedekte en deels houten (en deels stenen) schuren aangewezen als rijksmonument. De molen is voorzien van een molenbiotoop.
De molen wordt tegenwoordig vooral gebruikt voor het malen van veevoer voor een in de buurt wonende boer. De molen is in het verleden veelvuldig gebruikt als examenmolen voor nieuwe vrijwillige molenaars en wordt ook nu nog regelmatig door een vrijwillig molenaar in bedrijf gesteld.

## Geschiedenis
De bouw van deze molen hing samen met het verdwijnen van de molen uit Harendermolen rond 1823, waardoor het voor inwoners van het dorp lastiger was geworden om hun graan te laten malen. In 1841 werd een verzoek om een molen in Noordlaren te bouwen echter afgewezen. Na de verharding van de Zuidlaarderweg in 1848 werd echter een jaar later toch een pel- en roggemolen gebouwd in Noordlaren door molenmaker Harm Seubring in opdracht van Roelof Klinkhamer. Deze beide namen staan in de sluitstenen boven respectievelijk de oostelijke en westelijke ingang.
In 1862 werd de molen uitgebreid om ook dienst te kunnen doen als schorsmolen (barkmolen). Hiertoe werden stenen aangebracht voor het malen van run (fijngemalen eikenschors), waarmee looizuur kon worden gemaakt voor leerlooierijen. Ook werden hiervoor naast de molen twee nog altijd bestane rietgedekte schuren gebouwd. Tussen 1882 en 1888 werden de runstenen weer verwijderd omdat de leerlooierijen in die tijd overstapten op kunstmatige kunstmatige looistoffen. De molen leidde daarop een weinig florerend bestaan.
Ondertussen werd in 1867 nabij de Weg langs het Hunebed, achter het huis aan de Zuidlaarderweg 89, een korenmolen gebouwd door Pieter Lourens Bronkema. In 1879 werd deze molen door Bronkema verkocht aan Lucas Albertszoon Hoenderken. Hoenderken kocht daarop in 1888 ook de andere korenmolen van Noordlaren en verkocht daarop zijn oude molen, die vervolgens werd afgebroken en waarschijnlijk weer werd opgebouwd in Coevorden, alwaar deze kort daarop afbrandde als voorganger van De Arend.
De zoon van Lucas Albertszoon Hoenderken, Lucas Hoenderken, voorzag de molen in 1904 van een zuiggasmotor en zijn zoon Albertus Hoenderken Lzn. voorzag de molen rond 1930 van een elektrische motor. De pelstenen werden toen ook uit de molen gehaald. Daarna ging het bergafwaarts met de molen. Rond 1935 verkeerde de molen in erg bouwvallige staat en in 1940 werd de molen door Hoenderken buiten gebruik gesteld. Hij had plannen om de molen op afbraak te verkopen, maar de gemeente Haren vond dit echter zonde: "Het verdwijnen van den molen, welke aan het dorp een bijzondere bekroning verleent, zou zou echter[...]zoowel voor het landschap ter plaatse als voor het dorp een ernstig verlies beteekenen". Daarom besloot de gemeente de molen dat jaar aan te kopen voor 2500 gulden (ongeveer 1130 euro). De molen werd daarop herdoopt in 'De Korenschoof'. Na een restauratiebeurt werd de molen in 1945 weer in werking gesteld. Omdat een van de roeden echter in niet al te beste staat verkeerde, werd in 1947 een nieuwe roede aangebracht van de in 1946 afgebroken korenmolen van Spijkerboor. In 1951 werd de andere oude roede hersteld door molenmaker Koning.
Tussen 1972 en 1973 werd de molen gerestaureerd door molenmaker A.(?) Doornbosch uit Adorp. Hierbij werd de bestaande zelfzwichting vervangen door Oudhollandse tuigage. In 1977 werd de molen wederom gerepareerd door molenmaker Doornbosch en Zn. uit Adorp.
Tussen 2004 en 2005 werd de molen opnieuw gerestaureerd. Omdat gebleken was dat de omringende bomen veel wind wegvingen, werd nu gekozen voor een systeem met fokwieken en zeilen. Ook werden bij de restauratie de roeden van het wiekenkruis vernieuwd en een gedeelte van de kap.

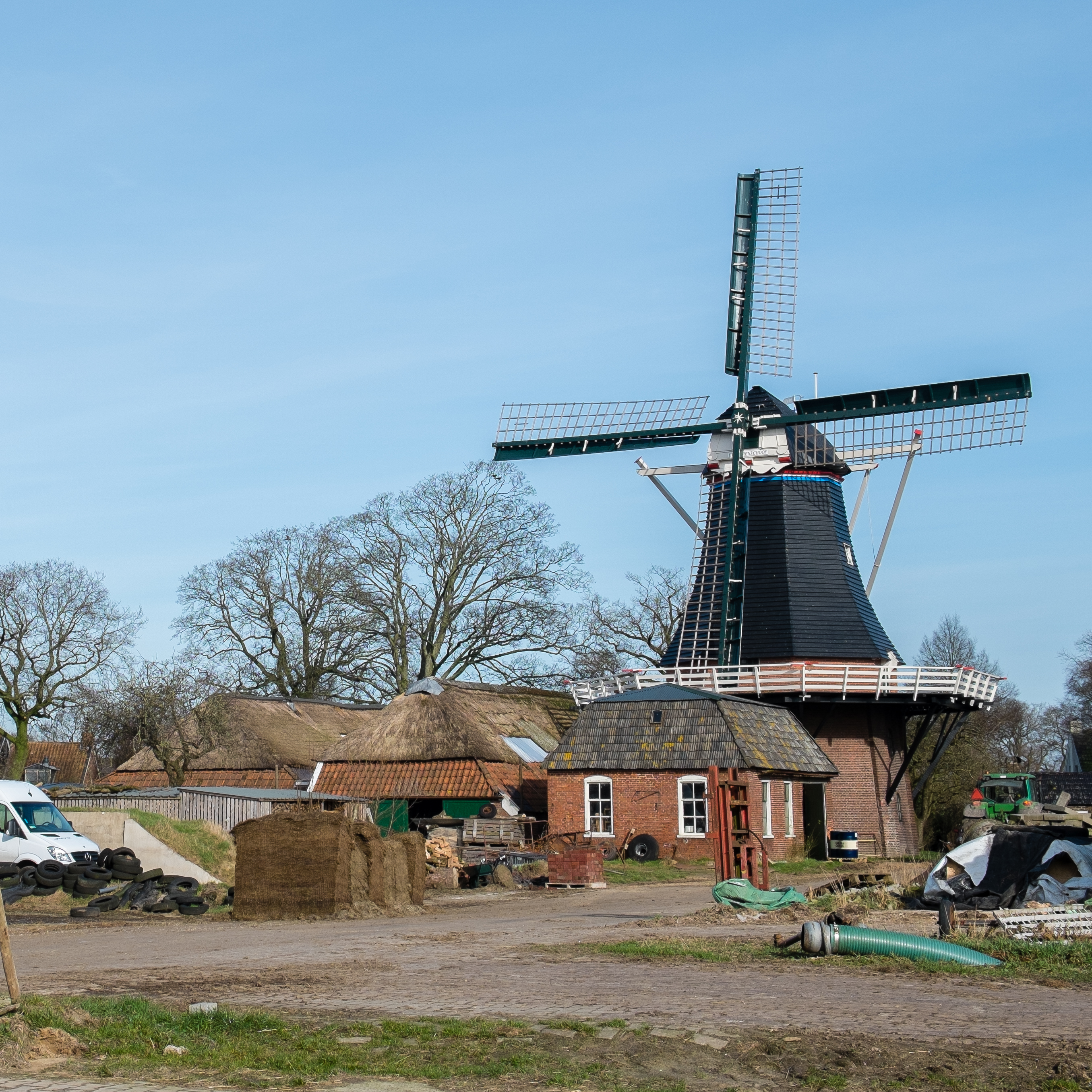
Achterzijde met de beide houten schuren gezien vanaf het erf van Hoenderken